# Mosty (miasto)
Mosty (biał. Масты, Masty, ros. Мосты, Mosty) – miasto na Białorusi, w obwodzie grodzieńskim, 50 km od Grodna. 15,8 tys. mieszkańców (2018). Flaga i herb miasta Mosty zostały ustanowione 17 lipca 2006 ukazem prezydenta Białorusi nr 455. W mieście rozwinął się przemysł spożywczy, maszynowy oraz drzewny.

## Historia

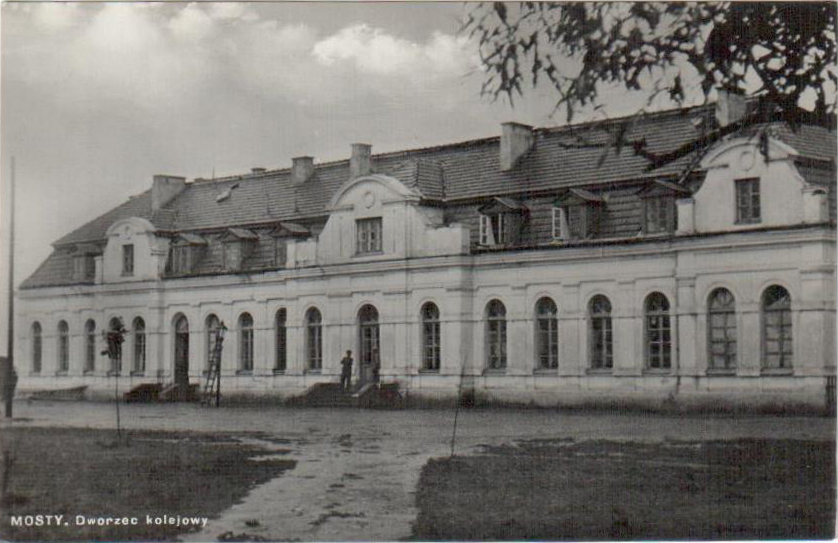
Dworzec kolejowy za czasów II Rzeczypospolitej

Miasto królewskie ekonomii grodzieńskiej położone było w końcu XVIII wieku w powiecie grodzieńskim województwa trockiego.
Na początku 1919 roku Mosty zajęli bolszewicy. 14 lutego 1919 roku w pobliżu miasta miała miejsce potyczka pomiędzy zgrupowaniem Wojska Polskiego i Armią Czerwoną. Datę tę przyjmuje się jako początek wojny polsko-bolszewickiej. W dniach 22-23 lipca 1920 r. wojska polskie stoczyły pod miastem przegraną bitwę z wojskami sowieckimi.
W latach 1921–1939 siedziba wiejskiej gminy Mosty w województwie białostockim II Rzeczypospolitej.
Po wybuchu II wojny światowej mosty w miejscowości były chronione przez polskie jednostki. 17 września 1939 roku nastąpiła jednak ich ewakuacja koleją. Niedaleko od miejscowości, w lesie, pociąg wpadł w zasadzkę zorganizowaną przez komunistycznych dywersantów.
Do roku 1991 miasto było ważnym ośrodkiem przemysłu włókienniczego i energetycznego Białoruskiej SRR.

## Zelwiany

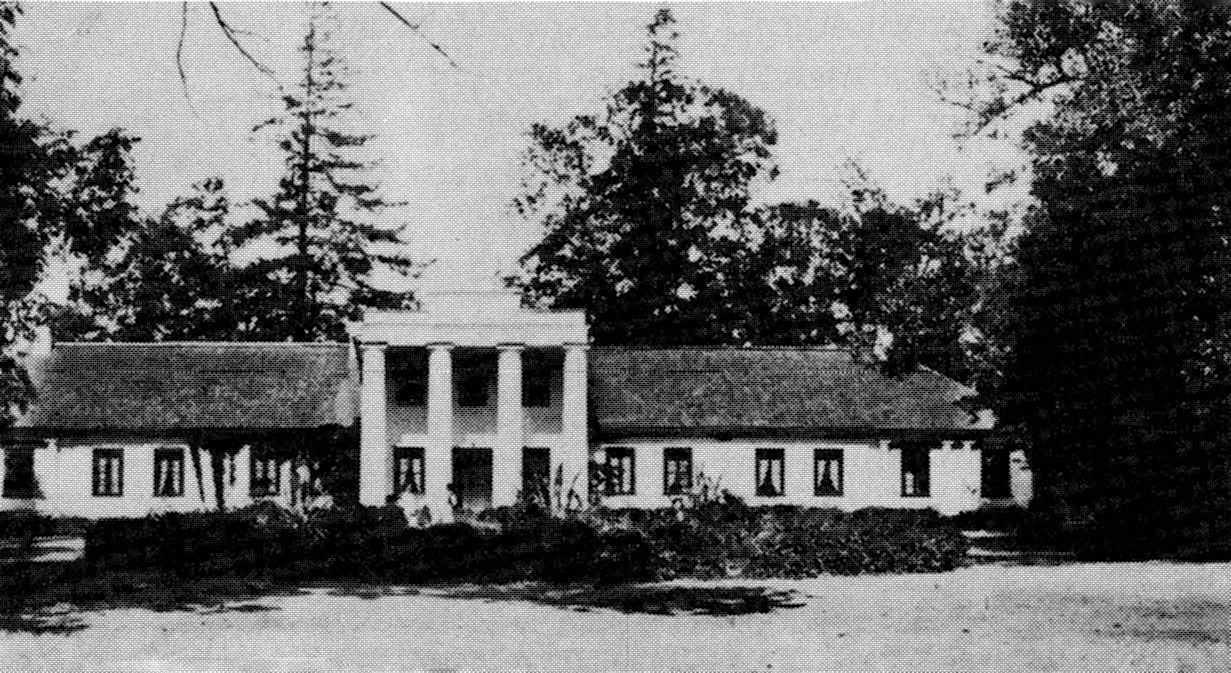
Dwór Krzywickich w Zelwianach za czasów II Rzeczypospolitej

Przed II wojną światową południową stronę Niemna stanowiła osobna miejscowość Zelwiany (dziś śladem po niej jest ul. Zelwianskaja w tej części miasta oraz nazwa rzeki uchodzącej w tym miejscu do Niemna – Zelwianki). Dobra te należały początkowo do rodziny Krzywickich, a od około połowy XIX wieku – do Tarasewiczów, w rękach których pozostawały do początku XX wieku.
Prawdopodobnie Ksawery Krzywicki zbudował tu w pierwszej ćwierci XIX wieku duży, piętnastoosiowy murowany klasycystyczny dwór, w środkowej trójosiowej części piętrowy, poza tym parterowy, na planie szerokiego prostokąta. Centralna część poprzedzona była portykiem w wielkim porządku o czterech masywnych kolumnach wspierających prostokątną attykę. Od strony ogrodowej do domu przylegał obszerny taras widokowy. Dwór był przykryty gładkim czterospadowym dachem gontowym. Wnętrza zaprojektowano dwutraktowo.
Wokół domu nie było prawie parku, ponieważ usytuowany był między miasteczkiem a Niemnem. Przed portykiem znajdował się ogród z dużym gazonem i bramą wjazdową.
W pobliżu (na wschód od dworu) znajdowała się cerkiew, po której również nie ma już śladu.
Na zachodzie przechodzi w Podwórną (także dawna wieś, obecnie część Mostów).

## Galeria

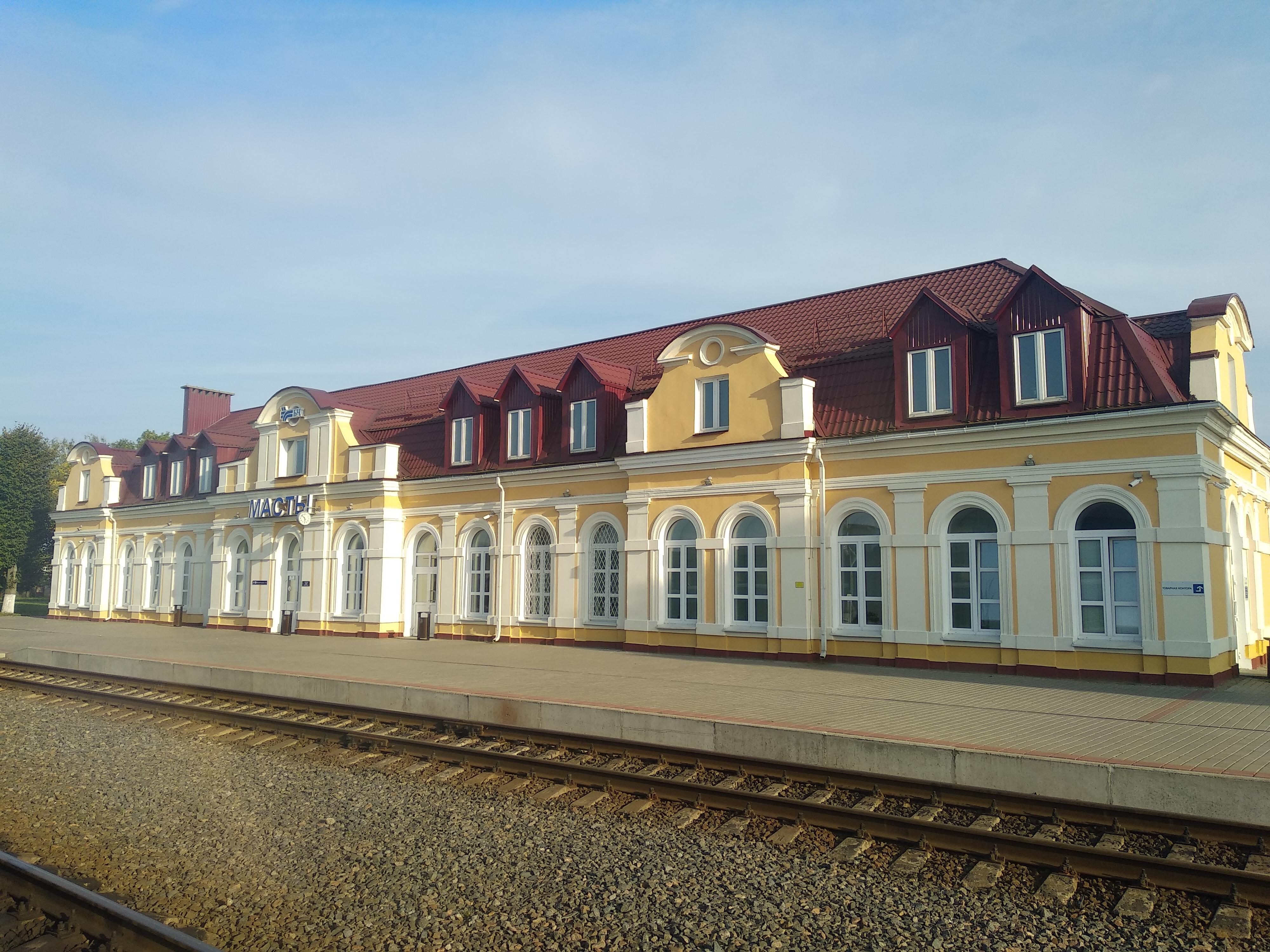
Dworzec kolejowy
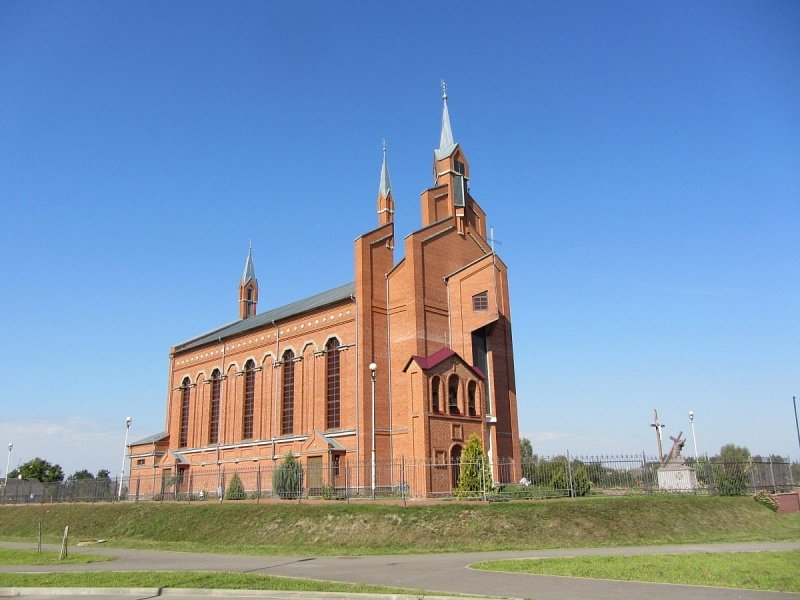
Kościół pw. Matki Bożej Trzykroć Przedziwnej
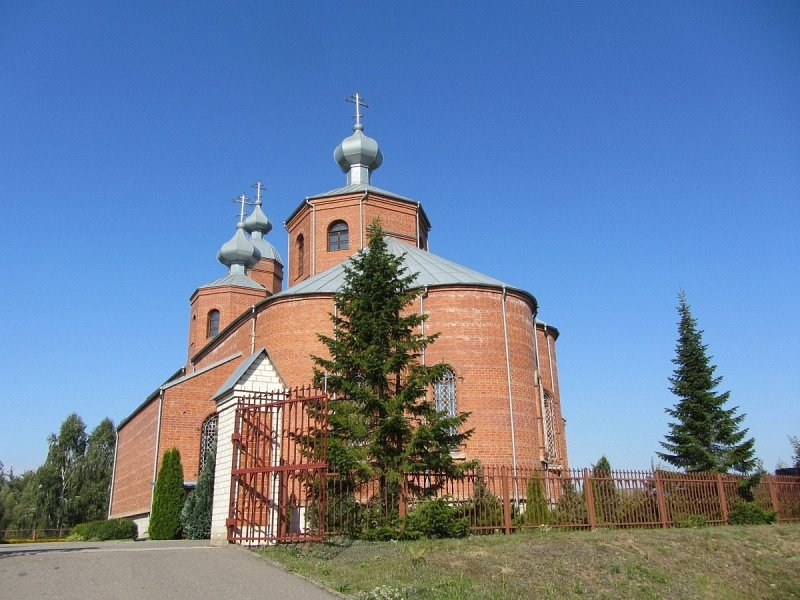
Cerkiew pw. Ikony Matki Bożej „Wszystkich Strapionych Radość”
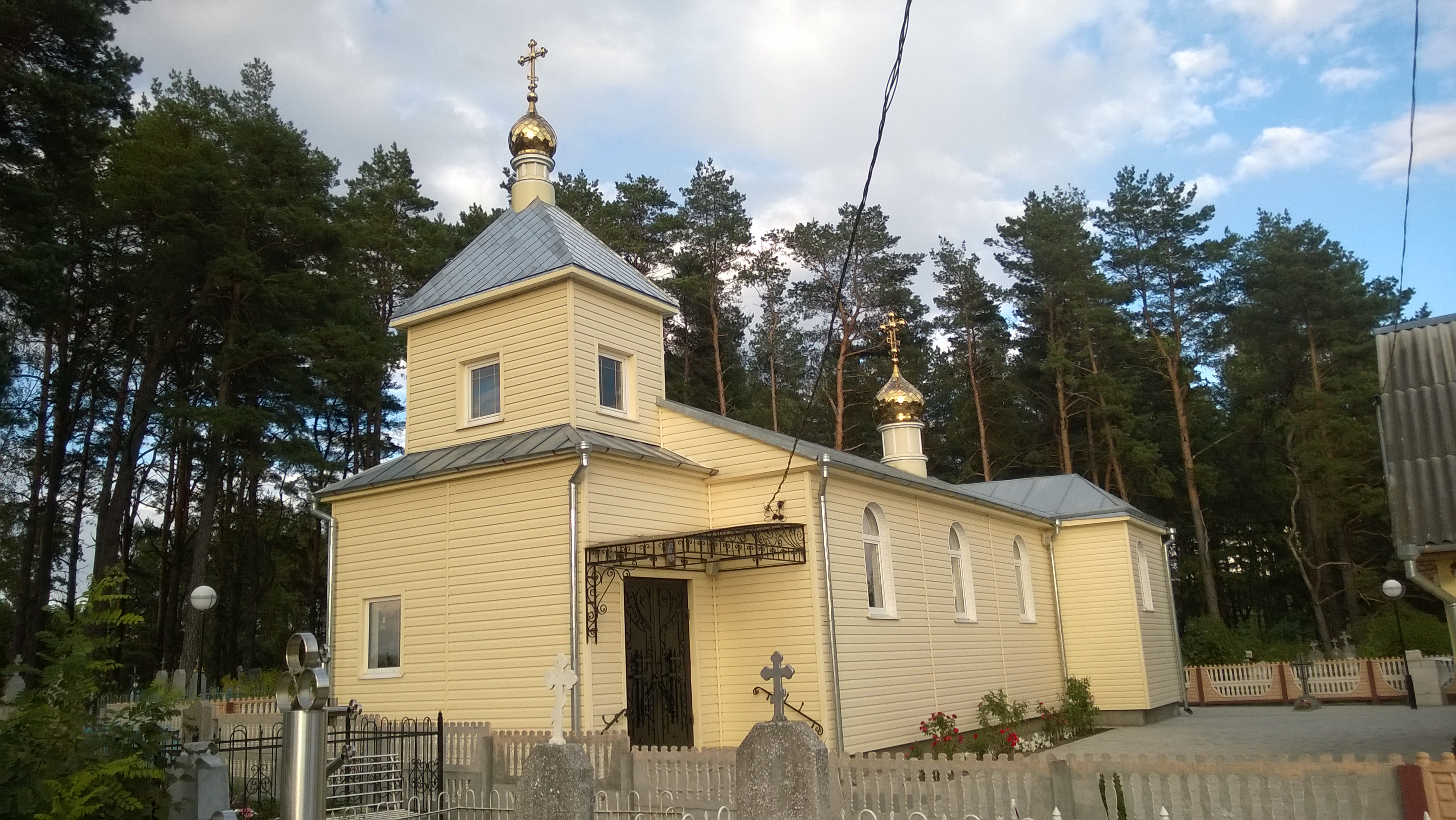
Cerkiew pw. św. Proroka Eliasza
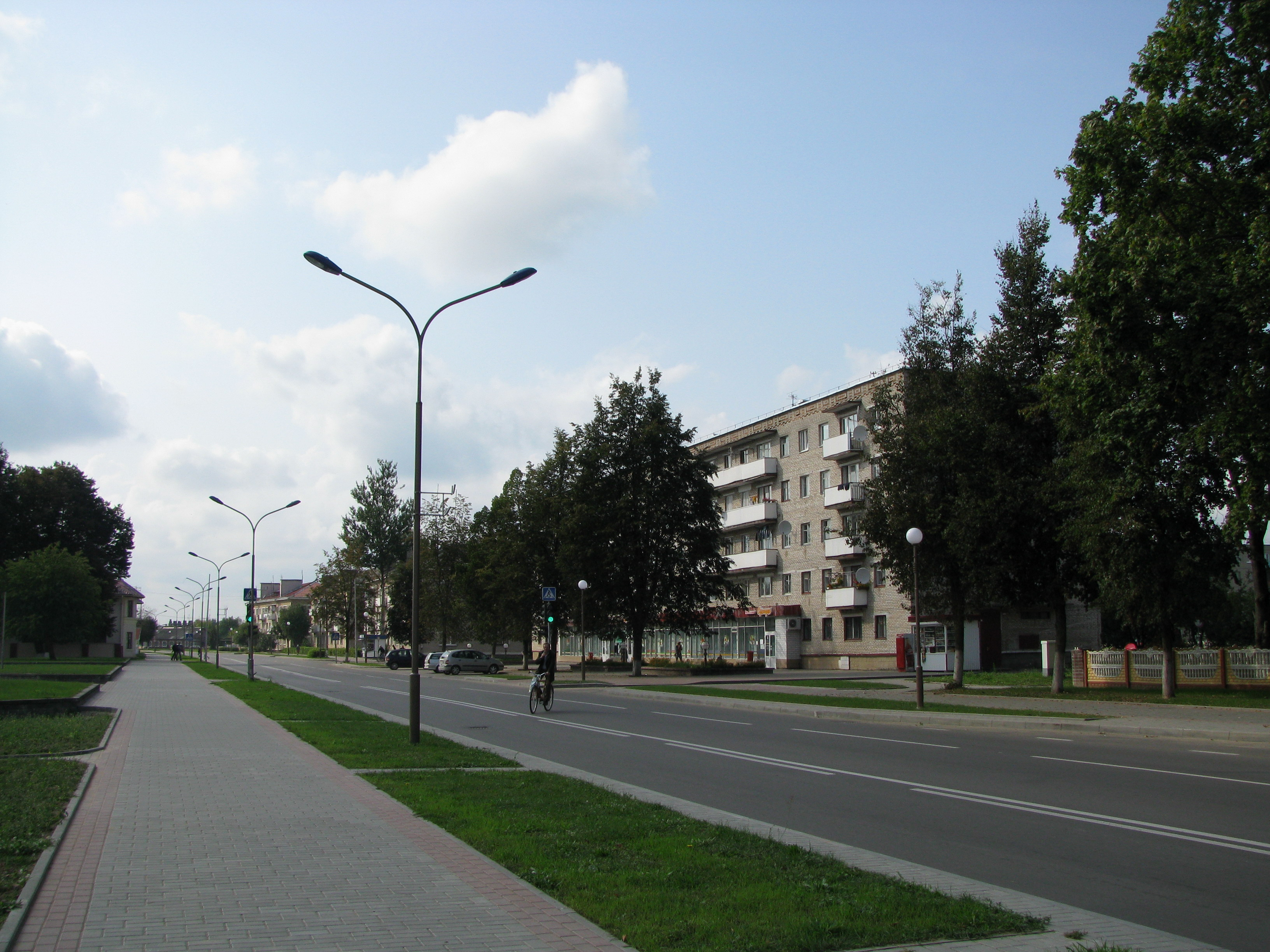
Ulica w Mostach